# Forum Mathematicum
Forum Mathematicum is een internationaal, aan collegiale toetsing onderworpen wetenschappelijk tijdschrift op het gebied van de wiskunde. De naam wordt in literatuurverwijzingen meestal afgekort tot Forum Math. Het wordt uitgegeven door Walter de Gruyter en verschijnt 6 keer per jaar.